# William Henry Talbot Walker

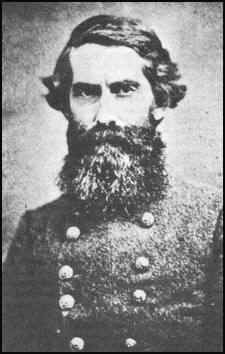
W.H.T. Walker

William Henry Talbot Walker (* 26. November 1816 in Augusta, Georgia; † 22. Juli 1864 in Atlanta) war ein amerikanischer Generalmajor, der während des Mexikanisch-Amerikanischen Krieges mit Auszeichnung und während des Sezessionskrieges als General der Konföderierten Armee diente. Er wurde auch als W. H. T. Walker bezeichnet, um ihn von den beiden anderen William Walkers in der Konföderierten Armee zu unterscheiden. Walker wurde im Kampf mehrmals schwer verwundet und ist während der Atlanta-Kampagne von 1864 gefallen.

## Leben
Er war ein Sohn des republikanischen Senators Freeman Walker (1780–1827) und seiner Frau Mary, geborene Garlington Creswell (1787–1862). Sein Vater, der Bürgermeister von Augusta war verstarb bereits mit 46 Jahren, als William zehn Jahre alt war, er erhielt seine frühe Ausbildung an der Richmond Academy in Augusta. Aus seiner am 9. Mai 1846 geschlossenen Ehe mit Mary „Molly“ Townsend (* 24. Juni 1826 in Albany County; † 27. Dezember 1868 in Georgia) entstammen vier Kinder, davon zwei Söhne und zwei Töchter.
Walker trat 1832 in die Militärakademie in West Point ein und schloss sie vier Jahre später als 46. von 59 Kadetten seines Jahrgangs ab. Walker wurde am 1. Juli 1837 Brevet Leutnant und dem 6. Infanterie-Regiment zugewiesen. Am 31. Juli 1837 wurde er zum Seconde Leutnant ernannt und diente im Winter am Lake Okeechobee, Florida, wo er am 25. Dezember an Hals, Schulter, Brust, linkem Arm und auch an einem Bein schwer verletzt wurde. Er wurde am 1. Februar 1838 zum Oberleutnant befördert und trat am 31. Oktober aus dem Heer aus. Am 18. November 1840 wurde er als Oberleutnant wieder in die US-Armee aufgenommen und erneut dem 6. Infanterie-Regiment zugeteilt und am 7. November 1845 zum Kapitän befördert.
Während des Mexikanisch-Amerikanischen Krieges kämpfte er im August 1847 in der Schlacht von Contreras und Churubusco (19. und 20. August 1847). Nachdem er bei den Schlacht von Churubusco erneut verwundet wurde, erhielt er für die dortigen Einsätze am 20. August den Rang eines Hauptmannes. Bei der Teilnahme an der Schlacht von Molino del Rey wurde er am 8. September 1847 noch einmal verwundet und zum Oberstleutnant ernannt. Nach dem Ende des Krieges mit Mexiko war Walker für die US-Armee von 1849 bis 1852 im Rekrutierungsdienst tätig. Vom 31. Juli 1854 bis zum 22. Mai 1856 war er Lehrer der Kadetten in West Point und unterrichtete militärische Taktik. In dieser Zeit wurde am 3. März 1855 zum Major im 10. Infanterie-Regiment befördert. Sein damaliger Spitzname "Shot Pouch" war auf seine mehrfachen Verwundungen zurückzuführen.
Nach Beginn des amerikanischen Bürgerkriegs trat Walker am 20. Dezember 1860 von seinen Ämtern in New York zurück, um seinem Heimatstaat Georgia und der Sache der Konföderierten dienen zu können. Auf seinem Gut waren in Richmond County, Georgia lebten 14 Sklaven in 5 Sklavenhäusern. Seine Mutter Mary Creswell Walker besaß 1860 zum Zeitpunkt einer Volkszählung sogar 26 Sklaven, die in 9 Sklavenhäusern lebten.
Er wurde am 1. Februar 1861 zum Oberst der Miliz des Staates Georgia ernannt. Er hatte diese Position bis zum 13. März inne, als er zum Generalmajor der 1. Miliz-Division von Georgia ernannt wurde. Walker wechselte dann am 25. April als Oberst zur regulären Infanterie der Konföderierten Armee, wurde am 25. Mai zum Brigadegeneral befördert und am 22. Oktober der 1. Brigade der 4. Division des Wehrbereichs Nord-Virginia zugeteilt. Schon sieben Tage später trat er von seiner Position zurück, entweder wegen seiner Gesundheit oder wegen Unzufriedenheit mit seinen militärischen Aufgaben. Ab November 1861 diente er erneut in der Miliz von Georgia, als er im Januar 1863 als Brigadegeneral zurücktrat, um wieder in die reguläre Armee einzutreten.
Walker wurde am 9. Februar 1863 ein Brigadekommando der Konföderierten Westarmee zugewiesen. Am 21. Mai trat er das Divisionskommando an und wurde am 23. Mai zum Generalmajor befördert. Diese Beförderung wurde vom Kommandeur der Armee, General Joseph E. Johnston, nachdrücklich befürwortet, der Walker als "den einzigen Offizier in seiner Armee" ansah, der „kompetent genug war, eine Division zu führen.“ Walker nahm im Sommer 1863 an der Vicksburg-Kampagne unter Johnstons Kommando teil. Seine Division wurden im Juli in den Wehrbereich Mississippi und Ost-Louisiana versetzt und diente dort bis zum 23. August, als sein Kommando bis zum 4. November dem Reservekorps der Army of Tennessee zugeteilt wurde. Während dieser Zeit kämpfte Walker in der Schlacht von Chickamauga.
Im Dezember 1863 wurden Walker und seine Division Teil des 1. Corps der Army of Tennessee, die von Generalleutnant William J. Hardee geführt wurde. Er befehligte seine Division bis zu seinem Tod im Kampf am 22. Juli 1864 in der Schlacht von Atlanta, als er von einem föderierten Streifposten von seinem Pferd geschossen wurde und sofort verstarb, Brigadegeneral Hugh Weedon Mercer übernahm die Führung seiner verwaisten Division. Walkers Leiche wurde auf dem Walker Cemetery an der Augusta University in Georgia begraben.